# Ashihara Yoshishige
Ashihara Yoshishige (japanisch 芦原 義重; geboren 4. März 1901 in Takamatsu (Präfektur Kagawa); gestorben 12. Juli 2003) war ein japanischer Unternehmer im Bereich der Stromerzeugung.

## Leben und Wirken
Ashihara Yoshishige machte 1924 seinen Studienabschluss an der Universität Kyōto an der Fakultät für Ingenieurwissenschaften im Fach Elektrotechnik. Er wurde vom Chef des Eisenbahnunternehmens Hankyū Dentetsu, Kobayashi Ichizō (1873–1957) entdeckt und trat in das Unternehmen ein. 1943 übertrug Hankyū das Elektrizitätsgeschäft des Unternehmens  einer unabhängigen Gesellschaft, der „Kansai Haiden“ (関西配電).
Als nach dem Zweiten Weltkrieg die Stromerzeugung neu organisiert wurde, entstand das Unternehmen „Kansai Denryoku“ (関西電力), das Ahihara dann als Geschäftsführer leitete. Er wurde stellvertretender Direktor und 1959 Direktor. Um die Energieknappheit nach dem Krieg auszugleichen, führte er Forschung zur gemeinsamen Verbrennung von Kohle und Schweröl in einem Wärmekraftwerk durch. 1962 beschloss er erstmals die Kernkrafterzeugung von Strom einzuführen. 1970 nahm das Mihama-Kernkraftwerk (美浜原発, Mihama gempatsu) in der Präfektur Fukui seinen Betrieb auf.
Auch nach seinem Ausscheiden als Vorsitzender im Jahr 1983 blieb Ashihara als und Ehrenvorsitzender  aktiv und wurde „Den-no-kan Don“ (電の関ドン) – etwa „Fürst in Sachen Elektrizität“ genannt. Er wurde jedoch wegen der Ernennung von Verwandten auf Führungspositionen des Unternehmens kritisiert, man nannte es „Kaisha Shibutsuka“ (会社私物化) – „Firma zum Privateigentum machen“. Am 26. Februar 1987 wurde Vorstand auf einer Sondersitzung, darunter auch der Vizepräsident Naitō Chimori (内藤 千百里; 1923–2018), ein enger Vertrauter, entlassen. Im Juni desselben Jahres wurde Ashihara jedoch Ehrenvorsitzender des Beirats. 1998 ging er endgültig in den Ruhestand.
Während seiner Amtszeit war Ashihara u. a. von 1966 bis 1952 Vorsitzender der „Kansai Economic Federation“ (関西経済連合会, Kansai keizai rebgokai), von 1948 bis 1997 Ehrenvorsitzender der „Japan World Exposition Association“ (関西経済連合会) und 1984 Vorsitzender der „Gründunggesellschaft für den Kansai New Airport“ (関西新空港会社設立委員長, Kansai shin kūkō kaisha setsuritsu iin-chō).